# Constant Lecœur
Pour les articles homonymes, voir Lecœur.
Constant Lecœur  né à Grémonville le 16 novembre 1923 et mort à Yvetot le 23 mai 2000, est une personnalité politique française et député radical-socialiste de la Seine-Maritime (1956-1958) et maire de Grémonville.

## Biographie
Père de 6 enfants, il s'engage auprès des plus démunis et crée l'association "La Brèche", dont le but est de favoriser la réinsertion des exclus de la société.
En 1987, il réunit 25 000 objets usuels sur la vie rurale (dont près de 1 000 poêles Godin), la vie quotidienne et les hommes célèbres du pays de Caux, dans un musée privé du Pays de Caux, à Yvetot, hameau du Fay, en déshérence depuis la mort de son créateur.
« Les communistes sont comme les radis ;
rouges à l'extérieur,
blancs à l'intérieur,
souvent creux,
parfois filandreux,
mais toujours à côté de l'assiette à beurre ! »

## Source
- « Constant Lecœur », La Documentation française, Dictionnaire des parlementaires français (1940-1958), 1988-2005 [détail des éditions] (lire en ligne)